# Солонечна (Кемеровський округ)
Солоне́чна (рос. Солонечная) — присілок у складі Кемеровського округу Кемеровської області, Росія.
Стара назва — Солонечний.

## Населення
Населення — 147 осіб (2010; 142 у 2002).
Національний склад (станом на 2002 рік):
- росіяни — 78 %